# インダピロフェニドン
インダピロフェニドン（英：Indapyrophenidone）は、デザイナードラッグとしてオンラインで販売されているカチノンクラスの合成薬である。
インダピロフェニドンは精神刺激薬α-PVPのインダニル-α-フェニルアナログであるが、フルオロリンタンやUWA-001などのジアリールエチルアミンとも構造的に関連している。その作用機序は不明である。